# Talata Embalo
Talata Embalo (* 28. November 1963 in Gabú) ist ein ehemaliger guinea-bissauischer Ringer.
Er trat bei den Olympischen Sommerspielen 1996 in Atlanta (Bantamgewicht) und den Olympischen Sommerspielen 2000 in Sydney (Federgewicht) an, konnte jedoch keine Medaillen gewinnen. Außerdem diente er jeweils bei der Eröffnungszeremonie als Fahnenträger für Guinea-Bissau. Erfolgreicher war er bei den Ringer-Afrikameisterschaften 2000 (58,0 kg. 1.); 1996 (57,0 kg. 2.); 1994 (57,0 kg. 7.) und den Afrikaspielen 1995 (57,0 kg. 4.).